# Diócesis de Belén
La diócesis de Belén (en latín: Dioecesis Bethleemitanus) es una sede suprimida y sede titular de la Iglesia católica.

## Episcopologio
- Tommaso d'Agni Lentini, OP (4 de septiembre de 1255-18 de abril de 1267)
- Gallaro d'Oursault, OP (28 de septiembre de 1267-)
- Ugo de Curtis, OP (3 de octubre de 1279-)
- Pietro Vera, OP (5 de noviembre de 1347-)
- Ilario Corrado, OP (1353-15 de junio de 1356)
- Adhémar de La Roche, OP (13 de noviembre de 1363-10 de noviembre de 1378)
- Guillaume de Vallau, OP(13 de julio de 1379-2 de diciembre de 1388)
- William de Bottlesham (1383-2 de diciembre de 1385)
- Gerardo di Bisarchio, O. Carm. (28 de agosto de 1402-1403)
- Jean Lami (30 de julio de 1403-27 de febrero de 1408)
- Laurent Pinon, OP (5 de marzo de 1423-1428)
- Jean de La Roche, OFM (3 de diciembre de 1428-19 de septiembre de 1433)
- dominique, OFM (24 de septiembre de 1433-1436)
- Etienne Pilerand, OFM Conv. (7 de octubre de 1457-1462)
- Jean de Beretin, OFM Conv. (19 de septiembre de 1462-1464)
- Antoine Buisson, O.Carm. (8 de octubre de 1463-Fallecido en 1468)
- François de Carralaris (1 de junio de 1468-1472)
- Christophe Lamy (1 de febrero de 1473-20 de mayo de 1477)
- Jean Pilory, OP (18 de septiembre de 1477-)
- Bertrand d'Audigier, OFM Conv. (1480-1488)
- Humbert Leonardi, O.Carm. (6 de julio de 1489-3 de diciembre de 1492)
- Jacques Hémere (3 de diciembre de 1492-9 de marzo de 1498)
- Jean L'Apotre, OSA (22 de febrero de 1497-1501)
- Antoine Crivel (Coinel, Crenel), O. Hum. (23 de agosto de 1499-1512)
- Martin Le Doux Bailliaux, OFM (22 de junio de 1513-)
- Gaspar Antonio del Monte (20 de abril de 1517-21 de agosto de 1517)
- Cristoforo Guidalotti Ciocchi del Monte (21 de agosto de 1517-10 de febrero de 1525)
- Philibert Beaujeu le Doux, OSB (17 de agosto de 1524-)
- Tommaso Albini (Albizi), OP (10 de febrero de 1525-1535)
- Luis (28 de abril de 1536-)
- Alonso Cristóbal Arquellada (4 de julio de 1550-1572)
- Urbain Revrey (4 de septiembre de 1560-)
- Mario Bellomi (23 de septiembre de 1585-)
- Vincent Correrio Cammerota (Malatesta), OP (20 de noviembre de 1595-24 de enero de 1630)
- Louis de Clèves, OSA (3 de agosto de 1605-22 de marzo de 1609)
- Giovanni de Clèves, CRSA (2 de mayo de 1611-9 de octubre de 1619)
- André de Sauzay (23 de octubre de 1623-13 de abril de 1644)
- Christophoro d'Authier de Sisgau, OSB (27 de febrero de 1651-17 de septiembre de 1667)
- François de Batailler (28 de abril de 1664 nombrado-20 de junio de 1701)
- Louis Le Bel, OFM Rec. (11 de diciembre de 1713-8 de octubre de 1738)
- Louis-Bernard de La Taste, OSB (23 de febrero de 1739-22 de abril de 1754)
- Charles-Marie de Quélen (16 de diciembre de 1754-21 de abril de 1777)
- François-Camille de Duranti de Lironcourt (30 de marzo de 1778-15 de julio de 1802)
- Étienne-Barthélemy Bagnoud, CRA (3 de julio de 1840-2 de noviembre de 1888)
- Joseph Paccolat, CRA (5 de febrero de 1889-6 de abril de 1909)
- Joseph-Emile Abbet, CRA (24 de julio de 1909-3 de agosto de 1914)
- Joseph-Tobie Mariétan, CRA (13 de octubre de 1914-8 de febrero de 1931)
- Bernard Alexis Burquier, CRA (18 de agosto de 1932-30 de marzo de 1943)
- Louis-Séverin Haller, CRA (26 de junio de 1943-17 de julio de 1987)